# Karl Martin Baderle
Karl Martin Baderle (* 25. Januar 1920 in Hollabrunn; † 16. Februar 1991 in Wien) war ein österreichischer Käfersammler und Amateur-Entomologe.
Baderle verfügte über eine große und präzise determinierte Sammlung an Käfern, worunter alle in Österreich heimischen Familien vertreten waren. Er unternahm zahlreiche Sammelreisen. So sammelte er mit Franz Baldia und Franz Legorsky in der Parnsdorfer Platte. Nach Baderle wurden die beiden Käfer Carabus scheiderli baderlei Mandl und Staphylinus (Parabemus) baderlei Scheerpeltz benannt.